# Геркулес (предприятие)
ЗАО «Геркулес» (укр. ЗАТ «Геркулес») — предприятие на территории Украины, выпускающее замороженные полуфабрикаты (пельмени, вареники и т. п.), мороженое, молочную продукцию. 

## История предприятия
На рынке Украины работает с октября 1997 года.
В 2002 году в состав предприятия вошло ЗАО «Донецкий городской молочный завод № 2».